# Destination X 2014
Destination X 2014 è stato la decima edizione prodotta dalla Total Nonstop Action Wrestling (TNA) e la seconda ad essere trasmessa in formato gratuito e non in pay-per-view. L'evento si è svolto il 26 giugno 2014 al Grand Ballroom di New York ed è stato trasmesso il 31 luglio 2014 dall'emittente televisiva Spike TV.

## Risultati
| # | Risultati | Stipulazioni                                                                                  | Durata |
| - | --- | --------------------------------------------------------------------------------------------- | ------ |
| 1 | The Wolves (Davey Richards & Eddie Edwards) (c) hanno sconfitto gli Hardy Boyz (Matt e Jeff Hardy)                                                                                  | Tag team match per il titolo TNA World Tag Team Championship.                                 | 10:06  |
| 2 | Low Ki ha sconfitto DJZ e Manik | Fatal three-way match per il titolo TNA X Division Championship                               | 05:11  |
| 3 | Sanada ha sconfitto Brian Cage e Crazzy Steve (con Rebel, Knux e The Freak) | Fatal three-way match per il titolo TNA X Division Championship                               | 03:48  |
| 4 | Samoa Joe ha sconfitto Homicide e Tigre Uno | Fatal three-way match per il titolo TNA X Division Championship                               | 09:15  |
| 5 | Lashley (c) ha sconfitto Austin Aries | Single match per il titolo TNA World Heavyweight Championship. Aries aveva usato l'opzione C. | 20:06  |
|   | L'opzione C consiste nel fatto di rendere volontariamente vacante il titolo TNA X Division Championship e poter sfidare il detentore del titolo TNA World Heavyweight Championship. | (c) è riferito al campione in carica al momento dell'inizio del match.                        |        |